# Mirsad Hibić
Mirsad Hibic (Zenica, 11 d'octubre de 1973) és un exfutbolista iugoslau i bosnià, que jugava de defensa.
Va destacar a l'equip croat de l'Hajduk Split. L'estiu de 1996 va fitxar pel Sevilla FC, amb qui va jugar en Primera i Segona Divisió. Posteriorment va militar a l'Atlètic de Madrid, on es va retirar al gener del 2004.
Amb la selecció del seu país va jugar 35 partits.

## Carrera de club
A nivell de club, va jugar a NK Čelik Zenica, Hajduk Split, Sevilla FC i Atlètic de Madrid, abans de retirar-se el gener de 2004.

## Internacional

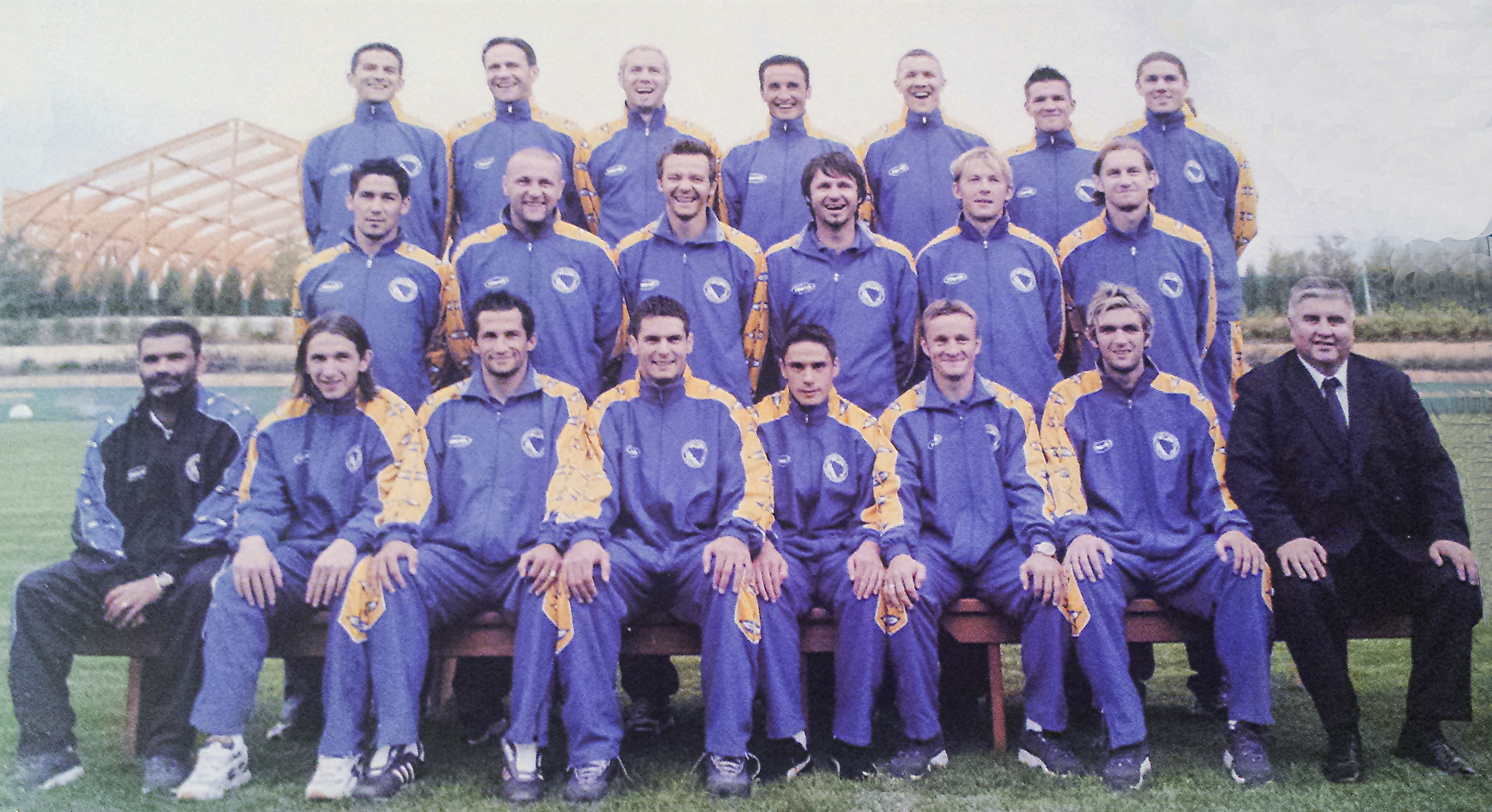
Bòsnia i Hercegovina durant la fase de classificació per la UEFA Euro 2004 (2002); Hibić és al mig de la fila superior

Hibić va debutar amb Bòsnia i Hercegovina en un partit amistós a l'abril de 1996 contra Albània i va aconseguir un total de 36 convocatòries (14 com a capità), sense gols. El seu últim partit internacional va ser un amistós a l'abril de 2004 contra Finlàndia.

## Vida personal
Hibić resideix a Zenica amb la seva família.